# Apostenus annulipedes
Apostenus annulipedes är en spindelart som beskrevs av Jörg Wunderlich 1987. Apostenus annulipedes ingår i släktet Apostenus och familjen månspindlar.
Artens utbredningsområde är Kanarieöarna. Inga underarter finns listade i Catalogue of Life.